# اکبرآباد علیا (خوسف)
اکبرآباد علیا یک روستا در ایران است که در دهستان جلگه ماژان شهرستان خوسف واقع شده‌است.